# Marta Mazurek

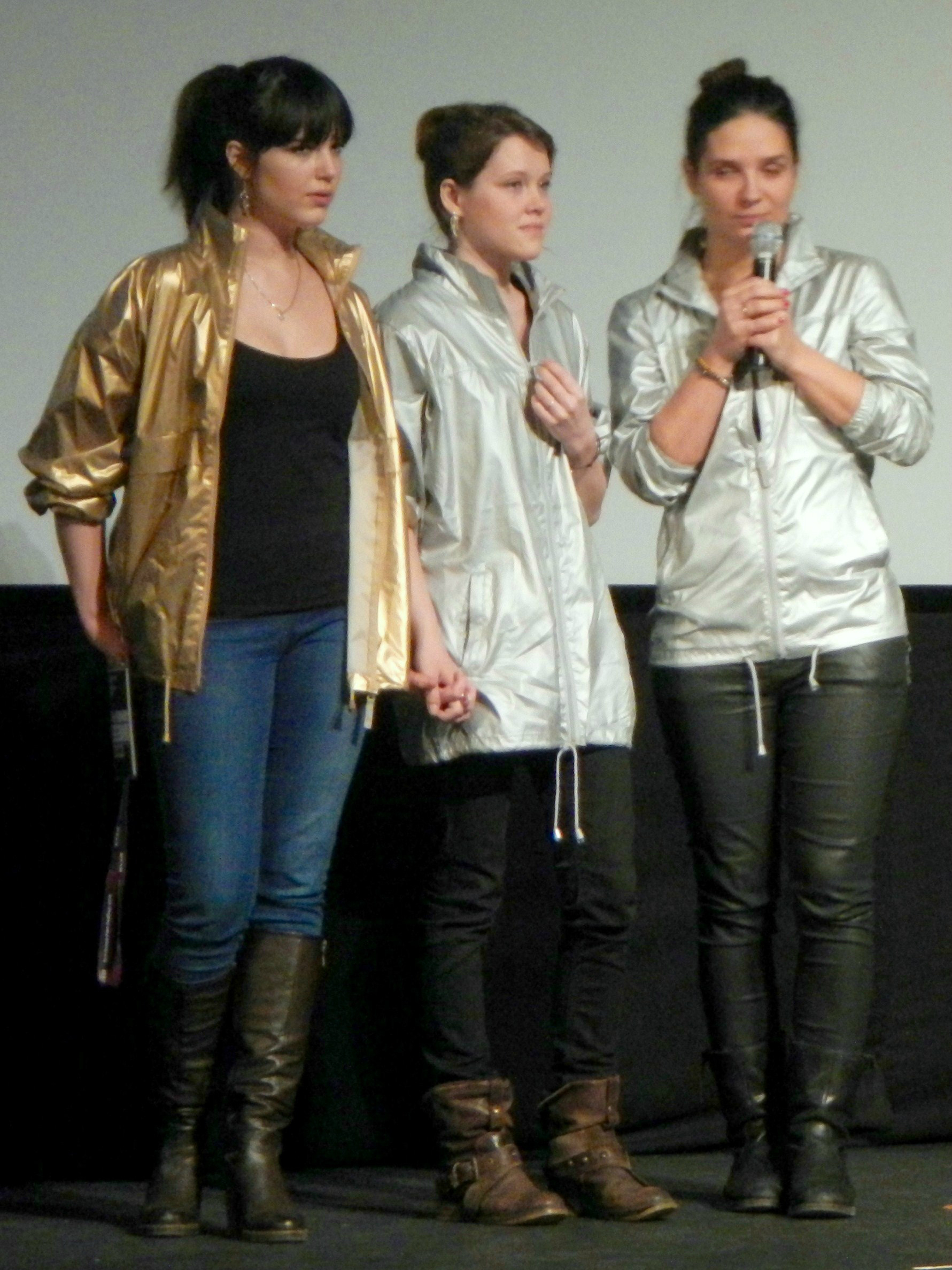
Od lewej: Michalina Olszańska, Marta Mazurek i Agnieszka Smoczyńska podczas Sundance Film Festival 2016

Marta Mazurek (ur. 26 czerwca 1990 w Poznaniu) – polska aktorka filmowa i telewizyjna.

## Życiorys
Marta Mazurek urodziła się 26 czerwca 1990 roku w Poznaniu. Debiutowała rolą w spektaklu radiowym Ich czworo Gabrieli Zapolskiej, wyreżyserowanym w 2012 roku dla Radia Kraków przez Jerzego Stuhra. W 2013, jeszcze w czasie studiów aktorskich w krakowskiej Państwowej Wyższej Szkole Teatralnej, zdobyła Grand Prix „za wybitną osobowość sceniczną” na Festiwalu Szkół Teatralnych w Łodzi. Uwagę jury zwróciła jej rola w sztuce dyplomowej Mężczyzna, który pomylił swoją żonę z kapeluszem w reżyserii Krzysztofa Globisza. Podczas tego samego festiwalu otrzymała także nagrodę Związku Artystów Scen Polskich. W czasie studiów występowała także m.in. w widowisku muzycznym Niech no tylko zakwitną jabłonie, na podstawie scenariusza Agnieszki Osieckiej. Szkołę teatralną ukończyła w 2014 roku.
Wystąpiła w kilku serialach i filmach: Siła wyższa, Ranczo, Obywatel, Warsaw by Night. W 2015 roku zagrała główną rolę Syreny Srebrnej w filmie Córki dancingu, wyreżyserowanym przez Agnieszką Smoczyńską.

## Życie prywatne
W 2019 roku wzięła ślub. Ma córkę – Gaję (ur. 2018).

## Filmografia
Seriale
- 2011: Ranczo jako Julia Wargaczówna; reżyseria Wojciech Adamczyk[2][1]
- 2011: Siła wyższa jako Ala Malicka, córka Tomasza; reżyseria Wojciech Adamczyk[2][1]
- 2014: Ojciec Mateusz jako Ola, dziewczyna Rafała; reżyseria: Maciej Dejczer, Andrzej Kostenko, Maciej Dutkiewicz[2][1]
- 2014: Na krawędzi 2 jako Krysia Murek; reżyseria Maciej Dutkiewicz[2][1]
- 2015: Prokurator jako córka Procha[2]; reżyseria: Jacek Filipiak, Maciej Pieprzyca[1]
- 2017–2020: Wojenne dziewczyny jako Irka
- 2017: Diagnoza jako Ewa Przybylska; reżyseria: Xawery Żuławski
- 2022: Bunt! jako Kaśka Biela[7]
- 2023: Dewajtis jako Jadwisia Janiszewska (odc. 3, 4, 5)
- 2023: Informacja zwrotna jako Kinga Kania

Filmy
- 2014: Warsaw by Night jako Renata; reżyseria Natalia Koryncka-Gruz[2][1]
- 2014: Obywatel jako dziewczyna z komitetu; reżyseria Jerzy Stuhr[2][1]
- 2014: Thumbs UP jako Paula; reżyseria Stefan Łazarski[2][1]
- 2015: Circus Maximus jako Marianna; reżyseria: Bartosz Kulas, Marcin Starzecki[2][1]
- 2015: Córki dancingu jako Syrena Srebrna; reżyseria Agnieszka Smoczyńska[2][1]
- 2015: Ameryka jako Anka; reżyseria: Aleksandra Terpińska, Przemysław Krawczyk[2][1]
- 2015: Legendy polskie jako Marta, różowa reporterka; reżyseria Tomasz Bagiński[2][1]
- 2016: Niewinne jako siostra zakonna
- 2016: Ja, Olga Hepnarová jako Alena
- 2020: Zieja jako powstaniec Kasia